# Benno Zech
Benno Zech (* 5. Oktober 1928 in Niederkirchen bei Deidesheim; † 23. Oktober 2022 in Hambach an der Weinstraße, einem Stadtteil von Neustadt an der Weinstraße) war ein deutscher Lehrer und Politiker (CDU).

## Leben
Zech besuchte die Volksschule und das humanistische Gymnasium in Neustadt an der Weinstraße, sowie die Pädagogische Hochschule Landau, wo er 1950 die Erste und 1953 die Zweite Lehrerprüfung ablegte. Ab 1953 war er Lehrer in Niederkirchen und von 1957 bis 1983 Lehrer an der Dr.-Albert-Finck-Schule. 1966 wurde er Konrektor und 1977 Rektor. Er war Mitbegründer des Fachs Arbeitslehre / Technisches Werken und Leiter der Außenstelle Hambach der Volkshochschule Neustadt. Er wohnte in Neustadt an der Weinstraße. 1987 wurde er Regierungsschulrat und war von 1989 bis 1992 Regierungsschuldirektor in Pirmasens und Zweibrücken.

## Politik
Im Jahr 1956 trat er der CDU bei. Er war von 1969 bis 1996 Ortsvorsteher von Hambach und von 1974 bis 1998 Mitglied des Stadtrats von Neustadt an der Weinstraße.
1983 wurde er in den zehnten Landtag Rheinland-Pfalz gewählt, dem er eine Wahlperiode lang, bis 1987 angehörte. Im Landtag war er Mitglied im Ausschuss für Landwirtschaft, Weinbau und Forsten, im Kulturpolitischen Ausschuss und im Rechtsausschuss.

## Ehrungen
- Verdienstorden der Bundesrepublik Deutschland
- Verdienstorden des Landes Rheinland-Pfalz